# Oporo
L'oporo est un instrument de musique traditionnel originaire du Kenya. C'est une corne jouée par les Luo du lac Victoria.

## Facture
L'instrument, long d'environ 150 cm, est rudimentaire et composé d'une corne d'antilope enchâssée dans une calebasse qui sert de caisse de résonance.

## Jeu
Il est tenu horizontalement par une main grâce à une lanière en tendon de grand herbivore ou en sisal tandis que l'autre main maintien l'embouchure contre la bouche. Cet instrument ancestral est surtout utilisé pour envoyer des messages sonores ou appeler à une réunion mais aussi dans les cérémonies séculières et régulières en accompagnement de la nyatiti et de l'orutu.
Il arrivait, parfois, que des parents demandent au joueur local d'oporo de venir souffler dans son instrument pendant la nuit tout autour de la maison pour effrayer les jeunes enfants qui n'avaient pas été sages pendant la journée.